# Mantelhöhle

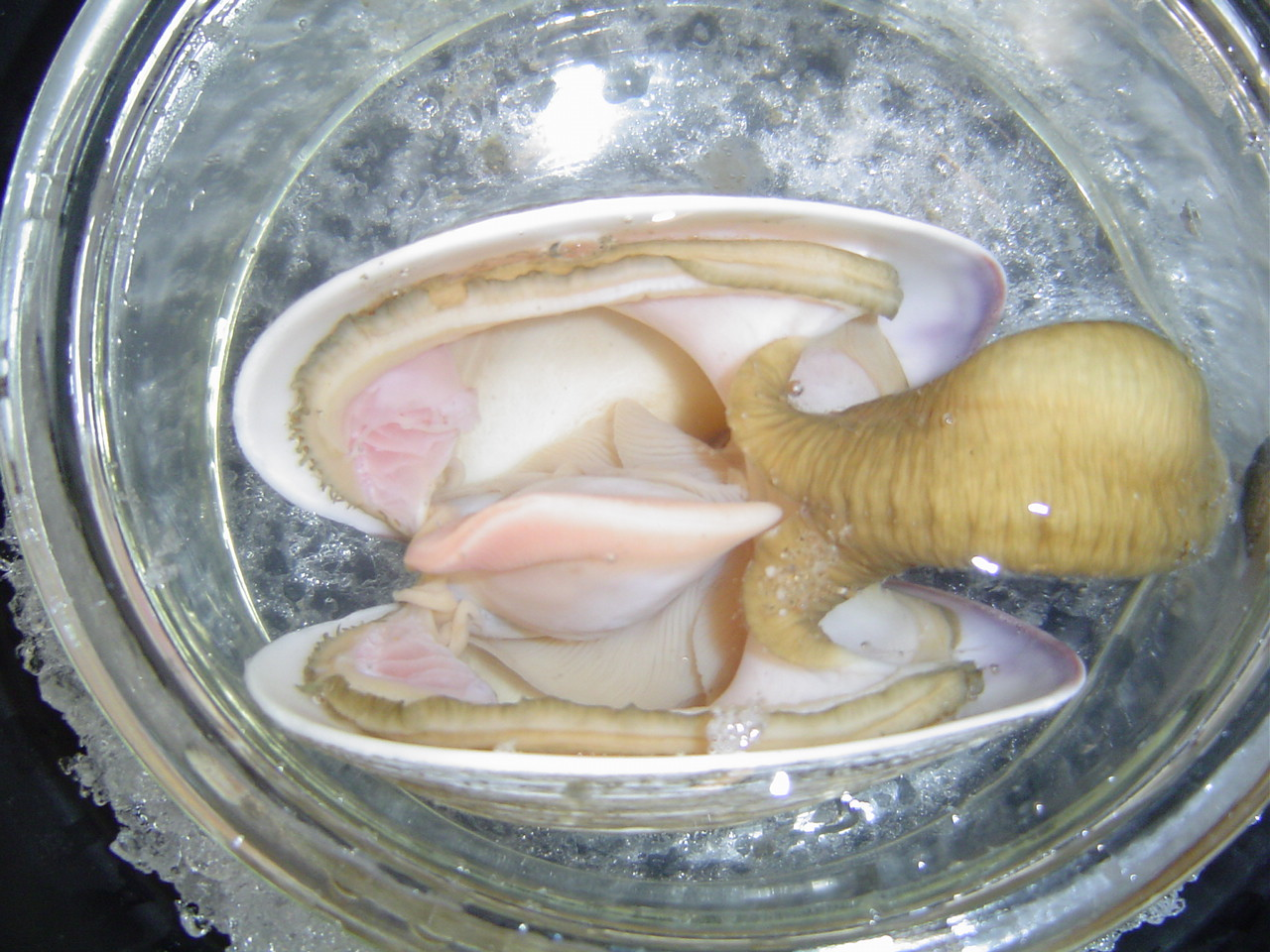
Geöffnete Muschel mit deutlich erkennbarer Mantelhöhle

Die Mantelhöhle, auch Pallialraum, ist eine Erweiterung des Mantels (Pallium) bei den Weichtieren (Mollusca) in Form einer Höhlung oder Hautfalte. Im Inneren der Mantelhöhle befinden sich die Ausführgänge des Darmes, der Nieren und der Keimdrüsen (Gonaden) sowie die Atmungsorgane. Dadurch fungiert die Mantelhöhle als Atemhöhle, in der die Atmung über Kiemen bei wasserlebenden Weichtieren oder einem Lungenfeld in Form von Erhebungen der Mantelhöhlenwand („Lungenhöhle“) bei Luftatmern, z. B. bei Lungenschnecken die Lunge.

## Mantelhöhle als Merkmal
Die Mantelhöhle gehört zusammen mit der durch den Mantel hervorgerufenen Gliederung des Körpers in einen bauchseits gelegenen Fuß und einem Eingeweidesack zu den kennzeichnenden Merkmalen der Weichtiere. Die Ausbildung des Mantels und der Mantelhöhle ist zudem ein wichtiges Merkmal bei der taxonomischen Aufteilung der Weichtiere, zum Beispiel bei der Einordnung in die Muscheln, Schnecken und Kopffüßer.

Aufbau einer Lungenschnecke (Beschriftung englisch), die Mantelhöhle befindet sich im Bereich der Lunge (lung)

Im Bauplan der Weichtiere beinhaltet der Mantelraum wahrscheinlich ein Paar doppelt gekämmte Kiemen (Ctenidien), Schalendrüsen und ein Paar Sinnesorgane (Osphradien). Bei abgeleiteten Formen wird die Anzahl der Kiemen erhöht und ihre Struktur oft verändert. Die Einschaler (Monoplacophora) besitzen fünf bis sechs Ctinidienpaare, die Käferschnecken (Polyplacophora) sogar sechs bis 88 Ctinidienpaare und haben damit eine „Polybranchie“ ausgebildet, während diese bei den Kahnfüßern (Scaphopoda) vollständig fehlen. Bei den Muscheln (Bivalvia) ist die Mantelhöhle vollständig umgebaut und enthält bei einigen Gruppen die stark vergrößerten und zur Nahrungsaufnahme umgestalteten Kiemen, wobei die Mantelfalte häufig zu einem oder zwei Siphonen mit einer weiten Mantelbucht umgebildet ist. Bei den Schnecken (Gastropoda) und den Kopffüßern (Cephalopoda) ist die Mantelhöhle in der ursprünglichen Form mit der ursprünglichen Anzahl von Ctinidien und Osphradien vorhanden, kann jedoch innerhalb der Untergruppen wieder stark von diesem Grundtyp abweichen, insbesondere bei den Hinterkiemerschnecken (Opisthobranchia) und den luftatmenden Lungenschnecken (Pulmonata).

## Belege
1. ↑  Mantelhöhle. In: Herder-Lexikon der Biologie. Spektrum Akademischer Verlag, Heidelberg 2003, ISBN 3-8274-0354-5.
2. ↑  Willi Hennig: Wirbellose I. 6. Auflage. Gustav Fischer Verlag, Jena 1994, ISBN 3-8252-1831-7, S. 158.
3. ↑  Willi Hennig: Wirbellose I. 6. Auflage. Gustav Fischer Verlag, Jena 1994, ISBN 3-8252-1831-7, S. 160.
4. 1 2  Willi Hennig: Wirbellose I. 6. Auflage. Gustav Fischer Verlag, Jena 1994, ISBN 3-8252-1831-7, S. 170.
5. ↑  Willi Hennig: Wirbellose I. 6. Auflage. Gustav Fischer Verlag, Jena 1994, ISBN 3-8252-1831-7, S. 166.
6. ↑  Willi Hennig: Wirbellose I. 6. Auflage. Gustav Fischer Verlag, Jena 1994, ISBN 3-8252-1831-7, S. 173 ff.
7. 1 2  Willi Hennig: Wirbellose I. 6. Auflage. Gustav Fischer Verlag, Jena 1994, ISBN 3-8252-1831-7, S. 179 ff.
8. ↑  Willi Hennig: Wirbellose I. 6. Auflage. Gustav Fischer Verlag, Jena 1994, ISBN 3-8252-1831-7, S. 197 ff.